# Adam Holloway
Adam James Harold Holloway (ur. 29 lipca 1965 w Faversham) – brytyjski wojskowy, dziennikarz i polityk Partii Konserwatywnej. Od 2005 do 2024 członek Izby Gmin z okręgu Gravesham.

## Wczesne życie i kariera
Adam Holloway urodził się 29 lipca 1965 r. w Faversham w hrabstwie Kent. Uczył się w prywatnej szkole z internatem w Cranleigh, studiował nauki społeczne i polityczne w Magdalene College w Cambridge, a studia podyplomowe ukończył w Imperial College London.
Po ukończeniu studiów uczęszczał do Królewskiej Akademii Wojskowej w Sandhurst, z której w 1987 r. został oddelegowany do Gwardii Grenadierów Armii Brytyjskiej w randze kapitana. Podczas swojej czteroletniej kariery wojskowej służył jako oficer plutonu piechoty pancernej w Brytyjskiej Armii Renu, oraz podczas wojny w Zatoce Perskiej.
Po rezygnacji z armii w 1991 r. pracował jako dziennikarz śledczy dla stacji ITN, a także programów World in Action, Panorama i dla tygodnika The Sunday Times. Był autorem wielokrotnie nagradzanego serialu dokumentalnego pt. "No Fixed Abode", w którym mieszkał trzy miesiące na ulicach Londynu, badając los rosnącej populacji bezdomnych, zwłaszcza osób z problemami psychicznymi. 

## Kariera polityczna
Adam Holloway został wybrany w wyborach parlamentarnych w 2005 na reprezentanta okręgu wyborczego Gravesham w hrabstwie Kent. Pokonał byłego ministra pracy Partii Pracy Chrisa Ponda zaledwie 654 głosami. Swoje pierwsze przemówienie w Izbie Gmin wygłosił 25 czerwca 2005 r.
W latach 2006–2010 był członkiem nadzwyczajnej komisji parlamentarnej ds. obrony (Defence Select Committee) oraz wiceprzewodniczącym Rady Konserwatywnej ds. Bliskiego Wschodu. 
W raporcie napisanym w 2009 r. Adam Holloway sugerował, że niektóre twierdzenia o broni masowego rażenia w Iraku "gotowej do użycia w ciągu 45 minut" pochodziły od irakijskiego taksówkarza, który podsłuchał rozmowę dwóch irackich dowódców wojskowych o broni Saddama Husajna. Słowa te były częścią argumentacji rządu Wielkiej Brytanii  w 2003 roku w sprawie poparcia wojny w Iraku. Dodał też, że zastrzeżenia analityków Mi6 były ignorowane pod presją Downing Street podczas przygotowywania debaty w Izbie Gmin.
W październiku 2010 r. został powołany na stanowisko prywatnego sekretarza parlamentarnego (PPS) Davida Lidingtona, sekretarza stanu ds. Europy i NATO w Biurze Spraw Zagranicznych i Wspólnoty. Rok później zrezygnował z tej pozycji, by móc głosować wbrew linii partii za przyspieszeniem referendum w sprawie wyjścia z Unii Europejskiej. 
W październiku 2014 r. jako jeden z sześciu konserwatywnych posłów, głosował przeciwko nalotom na Państwo Islamskie w Iraku, po wizycie w regionie przygranicznym kontrolowanym przez kurdyjskich Peszmergów. Twierdził, że kampania nie była przemyślana. W listopadzie 2015 r. wstrzymał się od głosu w głosowaniu w sprawie bombardowania Syrii.
W 2016 roku publicznie poparł wystąpienie Wielkiej Brytanii z Unii Europejskiej.
W kwietniu 2018 podczas debaty w Izbie Gmin na temat bezdomności powiedział, że spanie na ulicy jest o wiele wygodniejsze, niż ćwiczenia wojskowe i że większość osób bezdomnych to obcokrajowcy. Politycy opozycji, jak i organizacje charytatywne wskazały na dowody, że 78 bezdomnych zmarło poprzedniej zimy, a 80% zarejestrowanych bezdomnych było obywatelami Wielkiej Brytanii. Holloway bronił swojej pozycji powołując się na osobiste doświadczenia z pobytu w armii i kilku miesięcy spania na ulicy w ramach produkcji programu telewizyjnego.  
W 2020 roku został powołany na stanowisko prywatnego sekretarza parlamentarnego Roberta Jenricka, sekretarza stanu ds. społeczności i samorządów lokalnych.
W wyborach parlamentarnych w 2024 nie uzyskał reelekcji poselskiej.